# Valles Marineris

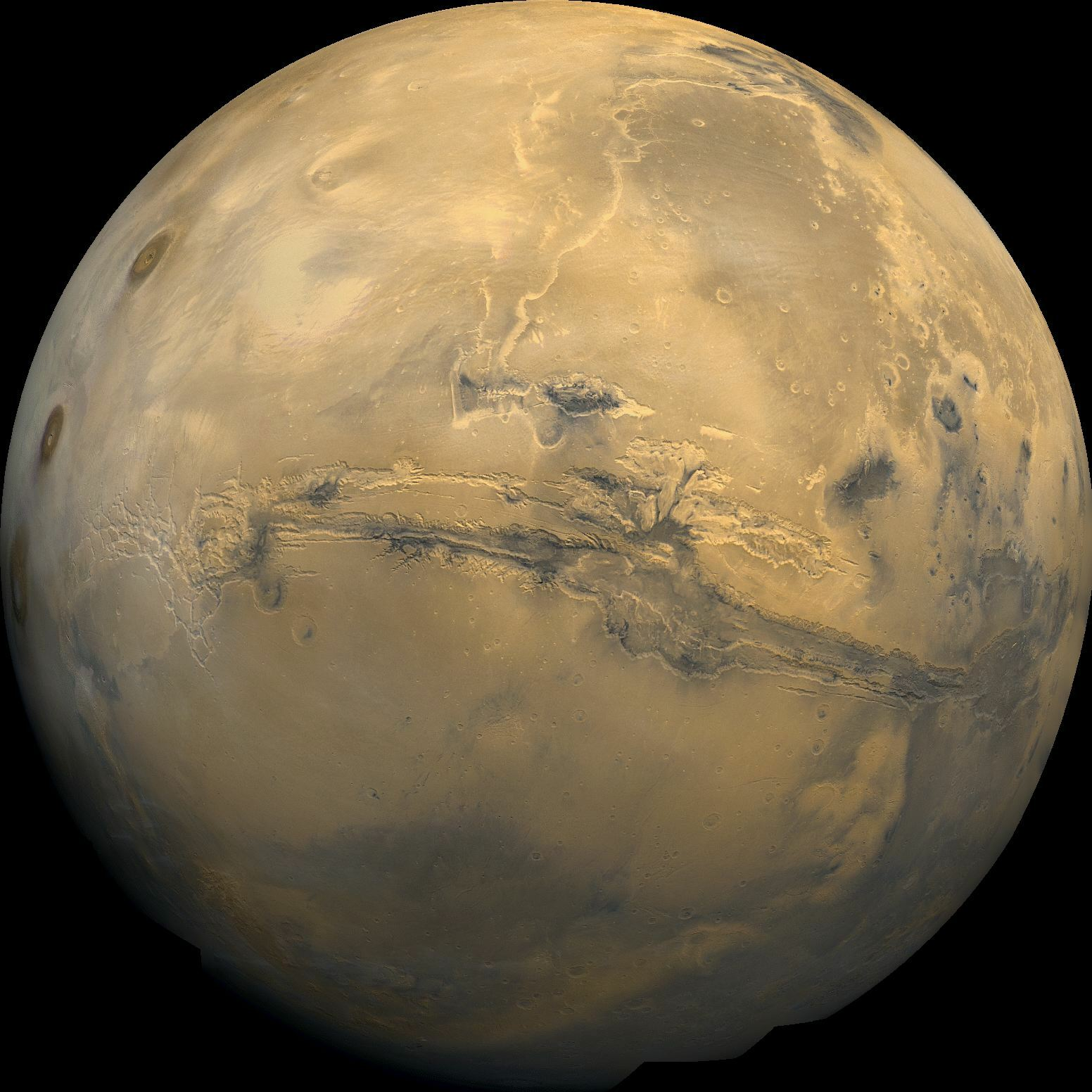
Valles Marineris op Mars (Mozaïek van Viking I opnamen)

De Valles Marineris (letterlijk: "Valleien van Mariner") is een enorm kloofsysteem op de planeet Mars. Het systeem werd door de Amerikaanse ruimtesonde Mariner 9 in 1971 ontdekt.

## Geologische gegevens
Het kloofsysteem begint nabij de top van de Tharsisbult (op 5°S, 100°W) en strekt zich uit over een lengte van bijna 4000 km (bijna een kwart van de omtrek van Mars) tot een gebied met grote ordeloze blokken, het zogenaamde "chaotisch terrein". De breedte varieert van 100 tot 600 km. Op de meeste plaatsen is de kloof 3 km diep, maar in het centrale gedeelte is het zelfs tot 7 km diep. De bodem van de kloof is meestal vlak. De wanden zijn steil en doorsneden met geulen. Op verschillende plaatsen echter werd de wand onstabiel en stortte naar beneden in grote grondverschuivingen.
Algemeen worden de Valles Marineris geïnterpreteerd als een reusachtig slenksysteem dat gevormd werd door de opheffing van de Tharsis-bult in de periode dat de planeet afkoelde. Erosie heeft de kloof sindsdien mede gevormd. Diepe geulen en vallei-achtige formaties aan de rand van de Ius Chasma duiden op mogelijke erosie door stromend water. Ook andere formaties en sedimenten duiden op de vroegere aanwezigheid van vloeibaar water.

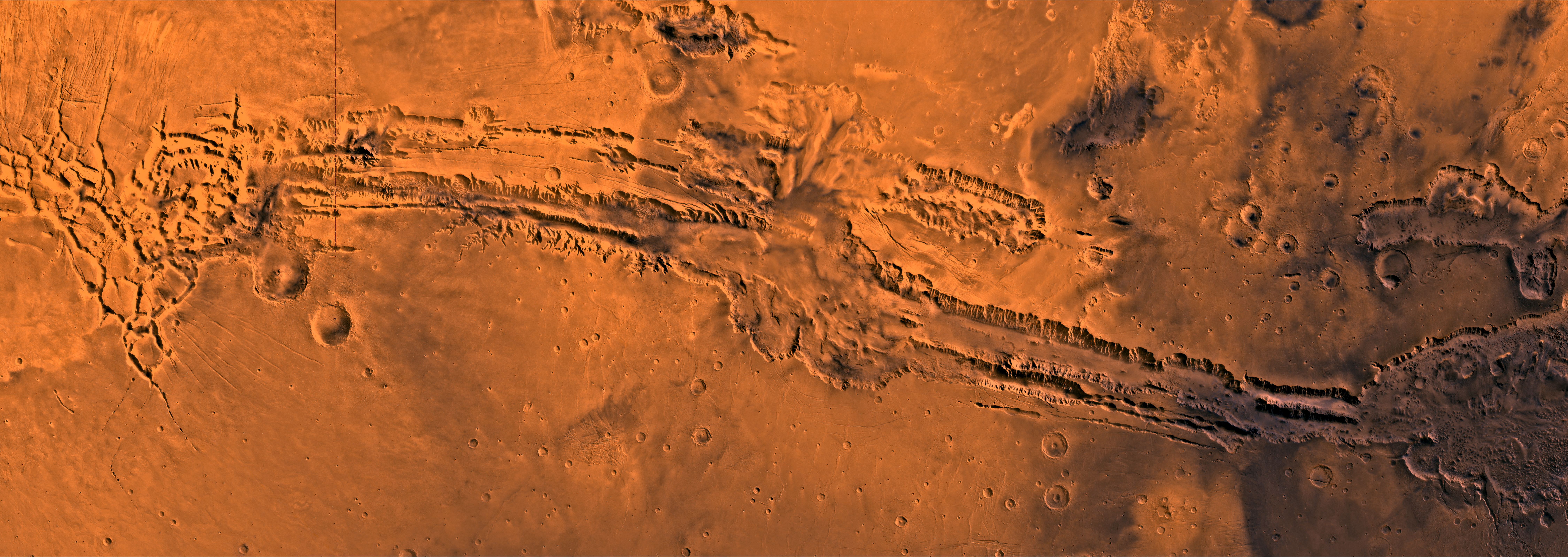
Valles Marineris op Mars